# Julia Habryka
Julia Habryka (ur. 16 czerwca 1896 w Mysłowicach, zm. 24 listopada 1942 w KL Auschwitz) – polska działaczka społeczna i socjalistyczna, związana z Polską Partią Socjalistyczną.

## Życiorys
Urodziła się 16 czerwca 1896 roku w Mysłowicach. Miała wykształcenie podstawowe i w latach międzywojennych nie pracowała zawodowo – zajmowała się gospodarstwem domowym. Prowadziła natomiast działalność społeczną i partyjną wraz z mężem Janem. Należała do sekcji kobiet Polskiej Partii Socjalistycznej.
W czasie niemieckiej okupacji podczas II wojny światowej pracowała dorywczo, a także działała w konspiracji w Polskiej Partii Socjalistycznej – w jej mieszkaniu od października 1939 roku odbywały się zebrania konspiracyjne. Była także łączniczką. 
Za udział w ruchu oporu we wrześniu 1941 roku została aresztowana przez Gestapo w jej własnym domu. Funkcjonariusze chcieli aresztować także jej męża Jana, ale on już wtedy nie żył. Przewieziono ją do więzienia Montelupich w Krakowie. 
27 kwietnia 1942 roku trafiła do KL Auschwitz – nadano jej numer 6827. W obozie chorowała na tyfus i biegunkę. Tam też zmarła 24 listopada tego samego roku.

## Życie prywatne
Pochodzi z rodziny górnika Jana Drobca i Marianny z domu Sobczyk. Zamężna była z Janem Habryką, działaczem socjalistycznym. Spokrewniona była także m.in. z górnikiem i weteranem powstania styczniowego Janem Habryką. Miała trzy córki: Pelagię, Irenę i Elżbietę.
Mieszkała w Mysłowicach przy ulicy Janowskiej.